# マグレモーゼ文化
マグレモーゼ文化（紀元前7500年頃-紀元前6000年頃）は、北欧における初期中石器時代文化である。
スカンディナヴィアではコンゲモーゼ文化に先行する。
語源は1900年にデンマークのシェラン島西部で初めて考古学的に発見された、生活の跡であるマグレモーゼ遺跡に由来している。
20世紀に至り同様の特徴を有する生活痕跡が西はイングランドから東はポーランドまで、北はスウェーデンのスコーネから南はフランス北部までの範囲で確認されている。
マグレモーゼ文化の人々は、森林と沼沢地帯において木、骨、燧石による細石器による漁労と狩猟の道具を用いて生活していた。また、犬を飼っていた形跡が見受けられる。一部に定住の可能性があるが、大部分は移動的であった。
樹皮で建造された小屋と石や樹木、獣骨・獣皮・角などで製作された道具類が残っている。
この文化の特性としては、鋭い刃を持つ燧石の細石器を使用した槍の先端と鏃である。また、漁労用具としての銛も海獣の捕獲に利用したものとして注目される。
北欧の海面が現在の高さに達していなかった紀元前6000年頃までは、彼らの居住した領域は水没していなかった。